# Анна Всеволодівна (галицька княгиня)
Анна (Ганна) Всеволодівна (? — 1141) — руська княгиня з роду Рюриковичів, донька великого князя київського Всеволода Ольговича. Дружина галицького князя Ігоря Васильковича. Вона брала активну участь у церковно-політичному житті Русі.

## Біографія
Точна дата народження невідома.
Була донькою Великого князя Київського та Чернігівського Всеволода з династії Ольговичів та княгині Марії Мстиславни, доньки великого князя київського Мстислава Володимировича.
Дружина князя Галицького і Теребовлянського Ігоря Васильковича.
Померла близько 1141 року. Похована у церкві жіночого монастиря св. Андрія, проте ні сам монастир, ні церква, ні поховання не збереглися.